# Мінері Гомес
Мінері Гомес (1 січня 2001) — гуамська плавчиня.
Учасниця Олімпійських Ігор 2020 року, де в попередніх запливах на дистанції 100 метрів вільним стилем посіла 51-ше місце (останнє серед тих, що фінішували) і не потрапила до півфіналів.